# Rudolf Forsthuber
Rudolf Forsthuber (* 6. April 1899 in Salzburg; † 9. September 1953 ebenda) war ein österreichischer Politiker (SPÖ) und Buchdrucker. Er war von 1945 bis 1949 Abgeordneter zum Österreichischen Nationalrat.

## Leben
Forsthuber besuchte in Salzburg die Volks- und die Mittelschule und absolvierte in der Folge 1914 eine gewerbliche Fortbildungsschule, wobei er den Beruf des Buchdruckers erlernte.  Er dientet zwischen 1917 und 1918 im Ersten Weltkrieg und gehörte im Anschluss zwischen 1918 und 1920 der Salzburger Volkswehr bzw. von 1920 bis 1925 dem Österreichischen Bundesheer an. Nach dem Ende seiner soldatischen Laufbahn war er von 1925 bis 1944 als Schriftsetzer und zwischen 1925 und 1938 als Funktionär der Gewerkschaft der Buchdrucker und Zeitungsarbeiter Salzburgs tätig. Nach dem Zweiten Weltkrieg fand er 1945 eine Anstellung bei der Allgemeinen Ortskrankenkasse Salzburg. 
Forsthuber vertrat die SPÖ zwischen dem 19. Dezember 1945 und dem 8. November 1949 als Abgeordneter im Nationalrat, zudem war er von 1949 bis 1951 sowie von 1952 bis 1953 SPÖ-Klubvorsitzender und Gemeinderat in Salzburg. Innerparteilich wirkte er als Bezirksvorsitzender der SPÖ Salzburg-Stadt und als Mitglied des SPÖ-Landesparteivorstandes. Zudem war er als Präsident des Salzburger Fußballverbandes und des ASKÖ Salzburg aktiv. 